# Expressed-Emotion-Konzept
Das Expressed Emotion-Konzept (EE) ist ein methodisches Konstrukt zur empirischen Erfassung der Zusammenhänge zwischen Krankheitsverläufen bei psychiatrischen Erkrankungen eines Menschen und dem emotionalen Klima innerhalb seiner Familie oder dem Betreuungssystem, in welchem er lebt. Zum ursprünglichen Konstrukt gehören die Kategorien kritische Kommentare, emotionales Überengagement, Feindseligkeit, emotionale Wärme sowie positive Bemerkungen. Messbereiche sind demnach der emotionale Gehalt von Sprachausdruck und Verhalten innerhalb der Familie gegenüber dem Patienten, die Häufigkeit positiver, stützender, kritischer, feindseliger, übermäßig emotionaler oder selbst aufopfernder usw. Bemerkungen gegenüber dem Patienten und das Eintreten von Verbesserung, Verschlechterung oder Rückfällen bei dessen Erkrankung.
Ursprünglich stammt das Konzept aus der Schizophrenie-Forschung, findet aber auch Anwendung in Bezug auf Depressionen, Bipolare Störungen, Essstörungen, Demenzen, Soziale Phobien, andere Störungsbilder und im nicht-klinischen Bereich (z. B. Paartherapie). Praktische Bedeutung besitzt das EE demnach sowohl in der Forschung (z. B. Kontrollüberzeugungsmodell, Vulnerabilitäts-Stress-Modell) als auch als Basiskonzept etwa in der Sozialpsychiatrie oder der Familienpsychologie (z. B. Rückfallprognose bei Rückkehr in die Familie, Familienbetreuungsansätze).
Der Einfluss von EE auf die Rückfallquote von Schizophrenie, Depression, der Bipolaren Störung, Essstörungen u.
 a. wurde in zahlreichen Studien untersucht. Es besteht aber keine Einigkeit über die methodische Klarheit der Studien und über die Validität der Ergebnisse.

## Ursprung des Konzepts
Die Einführung des EE-Konzepts in der (sozial-)psychiatrischen Forschung erfolgte ab Mitte der 1950er Jahre, unter anderem durch den britischen Medizinsoziologen George Brown und Kollegen wie Michael Rutter. Im Rahmen der Forschung am Medical Research Council Social Psychiatry in London stellte sich damals heraus, dass an Schizophrenie erkrankte Personen, die zuvor in Kliniken mit antipsychotischen Medikamenten stabilisiert werden konnten, nach Entlassung in das Zuhause und Absetzen der Medikation häufig unerwartet schnell erneut psychotische Symptome zeigten. Genauere Untersuchungen fanden einen Zusammenhang zwischen der spezifischen Art des jeweiligen Zuhauses und einer Rückfallwahrscheinlichkeit bei psychiatrischen Symptomen heraus. Zum einen waren Patienten, die in ein Zuhause mit ihren Eltern oder Ehepartnern entlassen wurden, häufiger von Rückfällen betroffen als solche, die mit ihren Geschwistern oder in Wohnheimen untergebracht waren. Zum anderen zeigte sich unter den Personen, die mit ihren Müttern zusammenlebten, in den Fällen ein niedrigeres Wiedererkrankungsrisiko, in denen der Patient und/oder die Mutter tagsüber arbeiten gingen. So ging man davon aus, dass die Anzahl oder die Dauer der Kontakte mit den Eltern einen negativen Einfluss hatte auf die Stabilität des Patienten.
Weiterentwicklungen erfolgten vor allem durch Christine Vaughn und Julian Leff.

## Beschreibung
Mithilfe verschiedener Erhebungsinstrumente kann auf der Basis des EE-Konzepts ermittelt werden, ob die Angehörigen einem high-expressed-emotion- oder low-expressed-emotion-Status angehören. Dazu kommen zum Beispiel das Camberwell Family Interview, der Family Questionnaire, das Five Minute Speech Sample oder die Expresses Emotion Adjective Checklist zur Anwendung, wobei es weitere Instrumente gibt. Ein High-Expressed-Emotions-Muster (HEE) bedeutet dabei im Wesentlichen, dass die Familienangehörigen gegenüber dem Patienten übermäßig häufig Kritik äußern, Feindseligkeiten zeigen oder die Kommunikation von einem unpassend emotionalen Überengagement gekennzeichnet ist. Low-Expressed-Emotions (LEE) bedeutet demgegenüber eine geringe Häufigkeit entsprechender Äußerungen oder Haltungen.

## Kritik und Weiterentwicklung
Das EE-Konzept wird als Basiskonzept bezüglich möglicher (familien-)therapeutischer Interventionen weit verbreitet angewandt. Andererseits wurde auch viel Kritik geübt, wobei zu berücksichtigen ist, dass etwa familientherapeutische Ansätze in der Zeit der Einführung des Konzepts gerade erst im Entstehen begriffen waren. Im Ursprungskonzept erfolgten die Betrachtungen eher monodirektional, also mit dem Fokus auf der Frage, welche Auswirkung das Verhalten von pflegenden bzw. betreuenden Personen auf die psychisch erkrankte Person hatten. Kritische Anmerkungen richteten sich dann etwa gegen die Stigmatisierung der, bei einseitiger Interpretation der Ergebnisse, „versagenden“ Herkunftsfamilie. Es wurde weiter hinterfragt, wie Wechselwirkungsprozesse beurteilt wurden, die Hintergrund eines ungünstigen emotionalen Klimas sein könnten, also etwa die psychische Überlastung der Pflegenden durch nicht behandelbares Verhalten des Erkrankten. Auch die Berücksichtigung bereits vorhandener psychobiologischer Kenntnisse über das erhöhte Stress- und Kritikempfinden etwa bei schizophrenen Erkrankungen wurden mitunter angemahnt. Zudem wurde auf das von der soziokulturellen Zugehörigkeit und dem situativen Kontext abhängige, sehr unterschiedliche Verständnis der Kategorien Kritik, Feindseligkeit und emotionales Überengagement hingewiesen.
Mit zunehmender Verbreitung des Konzepts werden EE-Zusammenhänge immer komplexer und verstärkt bezüglich ihrer Interdependenz betrachtet. Korrelationen beispielsweise zwischen EE-Status, Bindungstyp, Mentalisierung, emotionalem Überengagement bzw. Aufopferungshaltung der Helfer und ihrer psychischen Gesundheit bzw. ihrem allgemeinen Wohlbefinden sind Gegenstand von Untersuchungen. Selbiges gilt für die Ausprägung und die Rolle bestimmter Emotionen wie Scham, Schuld und Angst im betroffenen Familien- oder Betreuungssystem. Weiter wurde immer detaillierter betrachtet, hinsichtlich welcher konkreten Eigenschaften sich Verwandte mit LEE von solchen mit HEE unterscheiden, wie z. B. Respekt für die Beziehungsbedürfnisse des Patienten, Haltung gegenüber der Erklärbarkeit der Erkrankung, Erwartungshaltungen bezüglich des Funktionierens des Patienten, emotionale Betroffenheit durch die Erkrankung des Patienten (Vaughn, Leff).
Interventionen auf der Basis des EE-Konzepts scheinen schwerpunktmäßig am erwarteten bzw. erhofften Ergebnis ausgerichtet zu werden (z. B. möglichst niedrige Rückfallrate), weniger orientiert am Wirkprozess selbst. Welche konkret beschreibbare Wirkung (etwa über neuronale Signalwege auf das Empfinden und Verhalten) EE-Interventionen auf Krankheitsverläufe haben können, ist mit sich neu ergebenden Möglichkeiten (z. B. des Neuroimaging) zunehmend Gegenstand der Forschung.